# Клеменс Майер
Клеменс Майер (на немски: Clemens Meyer) е немски писател, автор на романи и разкази.

## Биография
Клеменс Майер е роден на 20 август 1977 г. в Хале. През 1990/91 г. изживява своята младост в годините след политическата промяна като „Танц върху развалините“.
Майер полага матура през 1996 г. и се издържа като строителен работник. От 1998 до 2003 г. следва в Немския литературен институт в Лайпциг, но прекъсва заради престой в затвор за младежи. За да финансира следването си, работи като пазач, преносвач на мебели, шофьор на мотокар, а също получава стипендии.
В първия си роман „Когато мечтаехме“ („Als wir träumten“) (2006) Майер описва с автобиографични позовавания времето след промяната като време на дребна криминалност, алкохол, наркотици, насилие, пребивавания в затвора, татуировки и самоорганизирани техно-партита. Романът има голям успех сред читателската публика и критиката. Скоро е преведен на много езици, напр. хърватски, английски, френски, италиански и шведски.
Наред с дейността си като писател Майер става през 2014 г. гостуващ доцент в Лайпцигския литературен институт.
Клеменс Майер е женен и живее в един от източните квартали на Лайпциг. Той е запален любител на конните надбягвания и сам притежава състезателни коне.

## Награди и отличия
- 2001: MDR-Literaturpreis
- 2002: Literaturstipendium des Sächsischen Ministeriums für Wissenschaft und Kunst
- 2006: „Литературна награда на Рейнгау“
- 2006: „Награда Мара Касенс“
- 2007: „Награда Лесинг“ на Саксония (поощрение)
- 2007: „Награда Клеменс Брентано“
- 2007: Märkisches Stipendium für Literatur
- 2008: „Награда на Лайпцигския панаир на книгата“ (Kategorie: Belletristik)
- 2009: TAGEWERK-Stipendium der Guntram und Irene Rinke Stiftung
- 2010: Literaturpreis der Stahlstiftung Eisenhüttenstadt
- 2013: „Немска награда за книга“ (Finalist) mit Im Stein
- 2014: „Бременска литературна награда“[3]
- 2014: Deutscher Drehbuchpreis (номинация)
- 2015: Deutscher Drehbuchpreis für In den Gängen, zusammen mit Thomas Stuber
- 2015: Frankfurter Poetik-Dozentur
- 2016: Mainzer Stadtschreiber[4]
- 2018/2019: Stadtschreiber von Bergen[5]